# Пребогатият часослов на херцог дьо Бери
Пребогатият часослов на херцог дьо Бери (на френски: Les Très Riches Heures du duc de Berry) е богато илюстрован часослов, чиято изработка е възложена от Жан, херцог на Бери около 1410 г. Вероятно най-важният илюстрован ръкопис на XV в., наричан още „le roi des manuscrits enluminés“ („кралят на илюстрованите ръкописи“). Състои се от 206 листа (412 страници) с размер 29x21 см, 131 от които са с големи миниатюри, а много други са с гранични украси или с украсени начални букви, които въпреки малкия си размер са връхна точка на международната готика (период на готическото изкуство). Около триста главни букви са украсени. Върху книгата се работи в период от над един век най-вече от братята Лимбург, Бартелеми ван Ейк и Жан Колом. Книгата днес е ръкопис 65 в Музей „Конде“, Шантии, Франция.

## Илюстрации
За часослов е било естествено да се съберат илюстрации на сезоните, но тези в Пребогатия часослов са изключителни и новаторски по своя обхват, сюжет, композиция и артистично и техническо изпълнение. Повечето изобразяват замъците на херцога на заден план и са изпълнени с подробности за насладите и месечния труд, от двора на херцога до неговите селяни, съответствие на молитвите за съответния момент. Всяка илюстрация е увенчана със съответното си полукълбо, показващо слънчева колесница, знаците и положението на Слънцето по зодиака и изброяващо дните на месеца:

## Галерия
- Илюстрации
- Януари: Новогодишен банкет с Жан дьо Бери, вдясно, в синя роба.
- Февруари: Типичен зимен ден. Някои селяни се топлят край огъня, друг селянин сече дърва, а друг отива на пазар.
- Март: Сеитба на полето. На заден план е Шато дьо Лузинян, резиденция на Жан дьо Бери.
- Април: Млада двойка си разменя пръстени. На заден план е Шато дьо Дурдан.
- Май: Млади благородници яздят в процесия. На заден план е Пале дьо ла сите в Париж.
- Юни: Реколта. На заден план е Отел дьо Несле.
- Юли: Стригане на овце. На заден план е Шато дьо Клен, близо до Поатие.
- Август: Благородници на лов с ястреби. На заден план е Шато д'Етан.
- Септември: Бране на грозде. На заден план е Шато дьо Сомюр.
- Октомври: Оране на полята. На заден план е Лувърът.
- Ноември: Есенната беритба на жълъди, с които се хранят прасетата.
- Декември: Лов на глигани. На заден план е Шато дьо Венсен.

## Автори
Ръкописът е илюстрован между 1412 и 1416 г. от братята Лимбург за техния покровител. Писането, илюстрираните главни букви, граничните украси и позлатяването най-вероятно са изпълнени от други специалисти, които са неизвестни. Братята Лимбург оставят книгата недовършена и неподвързана при смъртта си и след тази на херцог дьо Бери през 1416 г. творбата преминава в ръцете на братовчеда на херцога, Рене I Анжуйски, за когото върху книгата работи т.нар. Майстор на сенките, който най-вероятно е Бартелеми д’Ейк през 40-те години на 15 век. Четиридесет години по-късно Карл I, херцог на Савоя възлага на Жан Колом да довърши картините между 1485 и 1489 г. Картините на Колом и на Майстора на сенките (Бартелеми д’Ейк) са лесно различими от тези на братята Лимбург.